# Nong Zhigao
Dans ce nom, le nom de famille, Nong, précède le nom personnel Zhigao.
Nong Zhigao (chinois : 侬智高 ; pinyin : Nóng Zhì Gāo) (Nùng Trí Cao) (1025—1055?) est un chef de clan du peuple Zhuang, dans le sud de la Chine actuelle, qui a dirigé une révolte contre la domination chinoise sous la dynastie Song. Zhigao est son nom personnel, Nong celui de son clan.

## Biographie

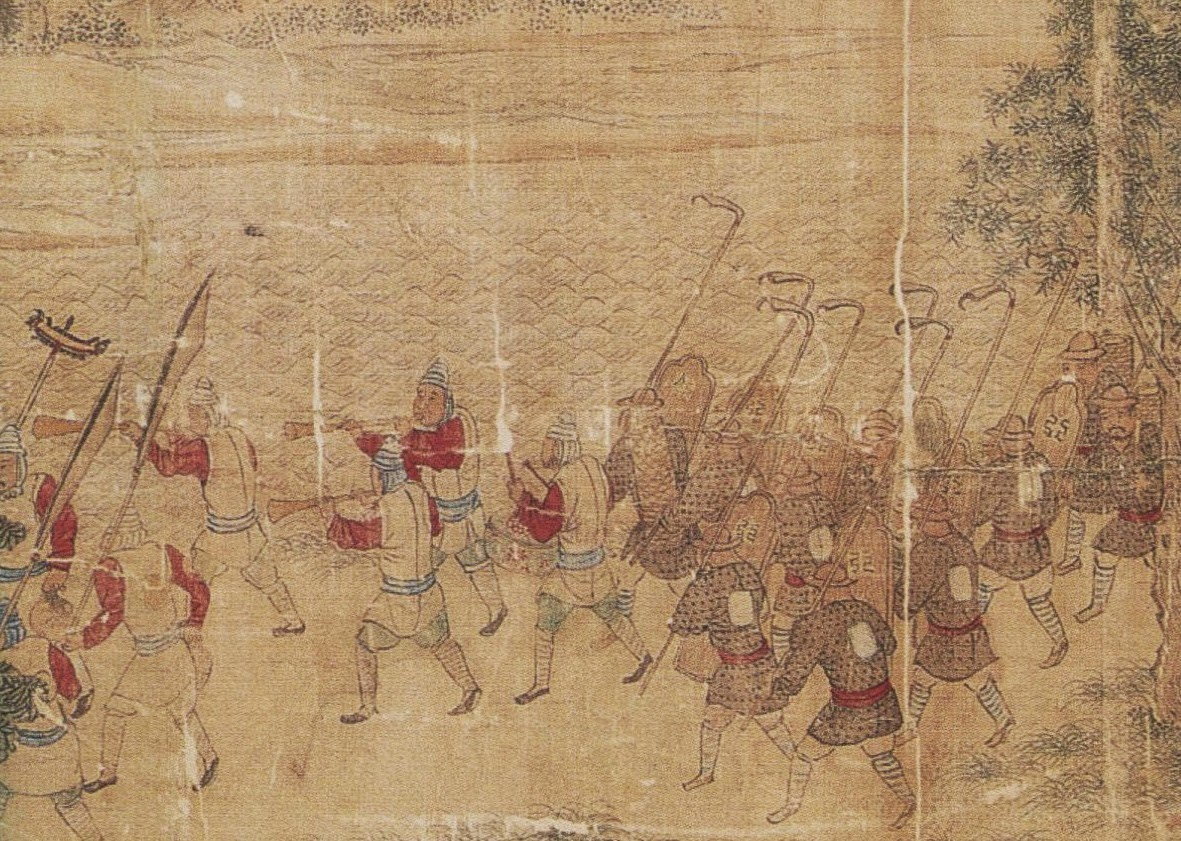
Les « guerriers-loups » (liang bing) recrutés parmi les populations autochtones du Guangxi, miniature chinoise d'époque Ming (1368-1644).

Expédition de Nong Zhigao contre la Chine en 1052-1055.

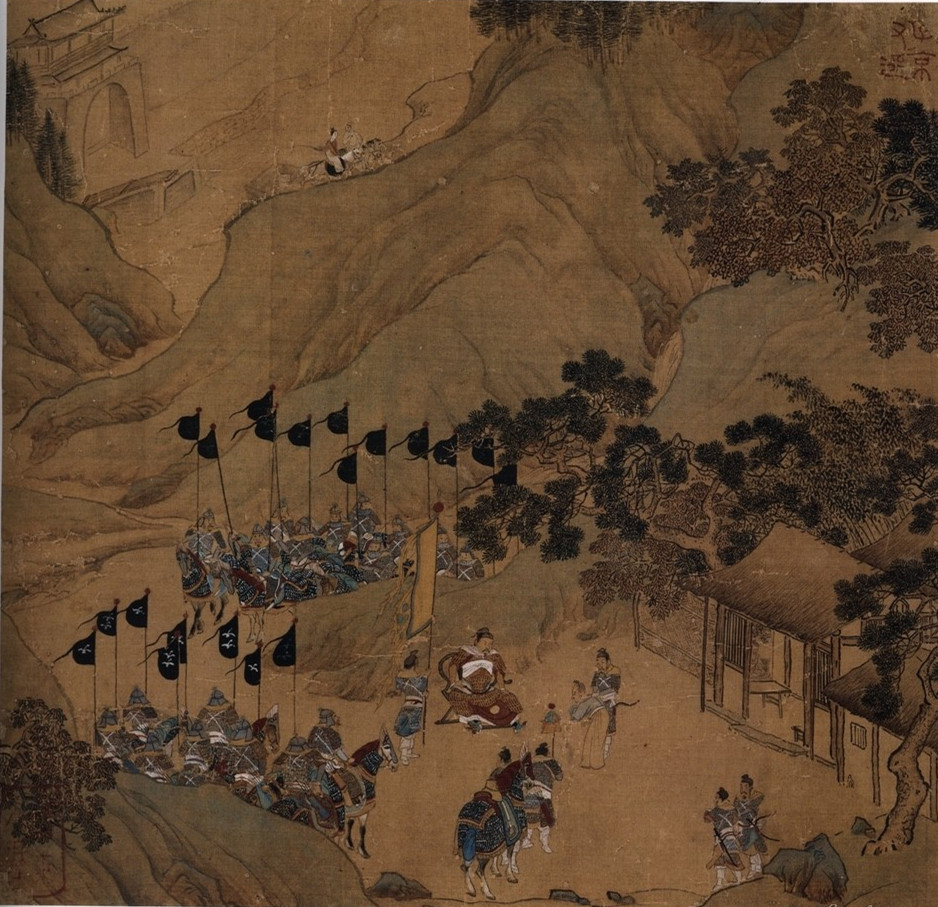
Nong Zhigao et son armée franchissant la frontière, miniature chinoise d'époque Ming (1368-1644).

Nong Zhigao est le fils de Nong Quanfu (en), chef du principal clan des Zhuang qui comptait 14 bourg (dong) alors que le principal clan rival, les Huang, n'en avait que cinq. Nong Quanfu meurt en 1039 et le commandement du clan passe à sa veuve, la princesse guerrière A Nong (en).
Nong Zhigao doit d'abord combattre le royaume vietnamien du Đại Việt ; capturé en 1044, il est remis en liberté quatre ans plus tard. Les Vietnamiens refusent de reconnaître son indépendance mais l'utilisent comme État-tampon avec la Chine. Nong Zhigao va alors demander la protection du gouverneur chinois du Guangxi, établi à yongzhou (Nanning), qui refuse de le recevoir en audience pour éviter un conflit avec les Vietnamiens. Nong Zhigao transfère alors sa résidence de Longzhou à Ande (aujourd'hui Jingxi) où il prend contact avec des chercheurs d'or chinois et avec deux lettrés chinois, Huang Wei et Huang Shimi, qui l'encouragent à se rebeller. Il remporte plusieurs victoires, s'empare de Nanning, tue le gouverneur et plusieurs milliers de soldats chinois. Il assiège Canton pendant 57 jours puis, ne pouvant l'emporter, repart vers le nord, prend une seconde fois Nanning qui avait été reprise par les Chinois. Il demande, en vain, à être reconnu comme préfet militaire de Nanning et Guizhou,,. Il fonde le royaume de Dali (大历), renommé plus tard Danan (大南), « le Grand Sud », à ne pas confondre avec le royaume de Dali (大理) situé plus à l'ouest dans le Yunnan.
Cependant, l'empereur Song Renzong offre une récompense de capture (en) sur Nong Zhigao, ses parents et ses alliés et envoient contre lui une armée commandée par le général Di Qing (en) : celui-ci, battu une première fois au col de Kunlun, fait exécuter les soldats indisciplinés et se prépare à une nouvelle bataille. En 1054, Di Qing ordonne une attaque nocturne contre Nong Zhigao et le met en déroute. L'armée de Nong Zhigao comprend une importante cavalerie avec des guerriers en armure lourde qui se révèle peu efficace en terrain accidenté ; en outre, les clans Huang et Cen, rivaux des Nong, font défection. Les forces de Nong Zhigao sont finalement battues. Les Chinois reprennent la ville de Nanning qui est incendiée par ordre de Nong Zhigao, exécutent plusieurs milliers de prisonniers, décapitent Huang Shimi, un des conseillers chinois de Nong Zhigao, et d'autres membres de son entourage. Parmi les cadavres, certains ont des habits ornés d'un dragon d'or, symbole royal, ce qui fait croire que Nong Zhigao a péri : en fait, celui-ci s'est enfui vers le royaume de Dali (Yunnan) où il meurt à une date inconnue.
Cette guerre conduit les Song à développer six grandes garnisons au Guangxi dans les secteurs qui reconnaissaient leur autorité : d'après les recensements chinois, la population de ces villes augmente rapidement, soit par l'afflux de personnes déplacées, soit par l'arrivée de colons militaires Han venus du nord.

## Mémoire

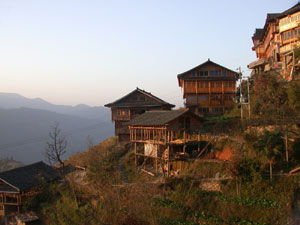
Un village Zhuang en 2004.

La mémoire de Nong Zhigao, de son père Nong Quanfu et de sa mère A Nong est honorée au Vietnam et particulièrement dans la province de Cao Bằng dont la population Nung est apparentée aux Zhuang. Des fêtes en leur honneur ont été célébrées jusqu'à la fin du XIXe siècle,.
Dans une forêt proche d'Ande (Jingxi) dans le Guangxi, la confédération tribale des Six Bannières entretenait un temple de Nong Zhigao : à l'intérieur de la caverne, une bannière surmontant un brûloir d'encens affichait le portrait de Nong Zhigao avec le sinogramme Nong ; il était célébré par les hommes comme héros guerrier tandis que les femmes honoraient un esprit féminin à forme de lynx considéré comme la mère ou la femme de Nong Zhigao. Des Zhuang éduqués dans les écoles chinoises ont pu conserver la généalogie des descendants de Nong Zhigao mais, questionnée en 2005, la chamane du sanctuaire reconnaît que le sens du rituel s'est en partie perdu.